# Soucy (Aisne)
Soucy is een gemeente in het Franse departement Aisne (regio Hauts-de-France) en telt 87 inwoners (2009). De plaats maakt deel uit van het arrondissement Soissons.

## Geografie
De oppervlakte van Soucy bedraagt 5,2 km², de bevolkingsdichtheid is dus 16,7 inwoners per km².
De onderstaande kaart toont de ligging van Soucy (Aisne) met de belangrijkste infrastructuur en aangrenzende gemeenten.

## Demografie
Onderstaande figuur toont het verloop van het inwonertal (bron: INSEE-tellingen).
Vanwege een beveiligingsprobleem met de MediaWiki Graph-software is het momenteel niet mogelijk deze grafiek weer te geven. Zodra de software is bijgewerkt zal de grafiek vanzelf weer zichtbaar worden.